# Мальдивский архипелаг
Мальдивский архипелаг (мальд. ދިވެހިރާއްޖޭގެ އަތޮޅުތައް"ގެ ތާރީޚ) — группа островов около юго-западного побережья полуострова Индостан. На островах расположена республика Мальдивы со столицей Мале. Площадь суши — 298 км². Население — 298 968 человек (2006). Самая большая концентрация — в городе Мале. Из 1196 коралловых островков заселены только 200. Многие из островов Мальдив необитаемы.

## Этимология местных названий
Слово «атолл» происходит от местного «атолу» и сперва пришло в английский язык.

## Географическое положение
Координаты — острова протягиваются вдоль 73° в. д. между 8° с. ш. и 1° ю.д. Протяжённость архипелага — 750 км (с севера на юг), ширина — около 120 км (с запада на восток). Отделяется проливом Восьмого градуса от Лаккадивских островов с севера.
Самый северный атолл расположен в 550 км от Индии.

## Природные условия
Мальдивские острова — это атоллы, то есть имеют коралловое происхождение. Такой остров образуется на площадке из вымерших колоний кораллов, которая постепенно заносится песком, обрастает почвой. Атолл обычно состоит из нескольких очень мелких островков, группа которых окружена живым коралловым рифом. В рифах есть проходы, годные даже для больших судов. Островки ненамного возвышаются над уровнем океана: самая высокая точка архипелага — на южном атолле Адду (Сиену) — 2,4 м. Состоит из 1196 коралловых островков, сгруппированных в двойную цепь из 26 атоллов, находятся на вершине подводного хребта, протянувшегося на 960 км. Размеры большинства из островов не превышает 200×200 м. Самый крупный остров Мальдив — Ган в атолле Адду.
Климат — экваториальный. Температура в течение года не меняется, колеблется от 24 до 30 °С. Сезоны не выражены. Вегетация круглогодичная.
Растительность бедна, преобладают кокосовые пальмы, панданус. Пахотных земель почти нет, но богата фауна прибрежных вод: встречаются многие виды рыб, крабы, раки-отшельники, а также акулы и прочие представители морской фауны. На суше преобладают насекомые: крупные бабочки, пауки, а также мелкие животные, типа крыс, ящериц, крупных животных нет.

## Население
Острова заселены мальдивцами, народом индоарийской языковой группы.